# フランシス・バーナード (法律家)
フランシス・バーナード（英語: Francis Bernard SL、1663年 – 1731年6月30日）は、アイルランド王国の法律家、政治家。アイルランド庶民院議員（在任：1692年 – 1727年）、アイルランド法務次官（在任：1711年 – 1714年）を務めた。

## 生涯
フランシス・バーナード（Francis Bernard、フランシス・バーナードの息子）と妻エリザベス（Elizabeth、旧姓フリーク（Freke）、アーサー・フリークの娘）の長男として、1663年に生まれた。
1689年にジェームズ2世が招集したアイルランド議会により私権剥奪されたが、ウィリアム3世とメアリー2世により財産を回復した。その後、1692年から1693年までクロナキルティの代表、1695年から1727年の間バンドンブリッジの代表としてアイルランド庶民院議員を務めた。1711年にアイルランド法務次官に指名されて1714年まで務め、1724年にサージェント・アット・ロウとなった。2年後にはアイルランド民訴裁判所の裁判官となった。
1731年6月30日に死去した。

## 家族
1697年、アリス・ラッドロー（Alice Ludlow、スティーブン・ラッドローの娘）と結婚、6男1女をもうけた。
- フランシス（1698年 – 1783年） - アイルランド庶民院議員。1722年、アン・ペティ（Anne Petty、初代シェルバーン伯爵ヘンリー・ペティの娘）と結婚、子供なし[2]
- スティーブン（1701年7月17日 – 1761年9月6日） - アイルランド庶民院議員[5]
- エリザベス（1703年2月21日 – 1743年5月30日） - 第3代チャールモント子爵ジェームズ・コールフィールドと結婚。1740年10月9日、トマス・アダリー（Thomas Adderley）と再婚[2]
- ノース・ラッドロー（1705年4月15日 – ?） - 1728年、ローズ・エックリン（Rose Echlin、ジョン・エックリンの娘）と結婚、子供あり。息子に政治家ジェームズ・バーナードがいる。バンドン伯爵家の先祖[2]
- アーサー[2]
- ウィリアム[2]
- ジョン[2]